# Personaggi di Soy Luna
Questa voce contiene un elenco dei personaggi presenti nella telenovela Soy Luna.

## Personaggi ed interpreti
- Luna Valente (stagioni 1-3), interpretata da Karol Sevilla, doppiata da Margherita De Risi.[1]
Luna è una ragazza sedicenne messicana dolce, allegra e solare. È ambiziosa e determinata e adora i suoi amici e la sua famiglia. Al Jam & Roller, la meravigliosa pista di Buenos Aires, riesce a conciliare le sue due grandi passioni: il pattinaggio e la musica. Il suo talento e la sua determinazione l'aiuteranno a dare vita ai suoi sogni. È tanto generosa quanto distratta, ma è sempre pronta ad affrontare i problemi e a rimediare ai suoi errori con un gran sorriso pur arrivata da poco ha già tanti amici che le vogliono molto bene tranne Ámbar e le sue due amiche Delfina e Jazmín. Incontra Matteo per la prima volta a Cancún scontrandosi mentre pattina. All'inizio pensa che sia un tipo arrogante e presuntuoso, ma poi scoprirà che dentro di lui si nasconde un ragazzo dolce e sensibile, e quindi capirà di volergli bene fino ad innamorarsi di lui. A metà della prima stagione si fidanza con Simón, ma poco tempo dopo lui la lascia in quanto capisce che Luna è sempre stata innamorata di Matteo. È stata adottata quando era ancora piccola da Mónica e Miguel Valente, con i quali va molto d'accordo. La sua migliore amica è Nina, e stringe anche una forte amicizia anche con Jim e Yam. Fin dalla prima stagione si capisce che Luna è Sol Benson, la nipote della signora Sharon. Nella seconda stagione Luna, tornata dalle vacanze, pensa di rivedere Matteo e continuare la loro storia appena iniziata, ma il ragazzo le dice che tra loro non c'è più nulla, Luna sa che non le sta dicendo la verità ma lui continua a non spiegare totalmente il motivo della sua scelta. Nel frattempo Tamara le affida la gestione del Jam & Roller e, quindi, tutta l'organizzazione delle varie gare che si terranno durante l'anno ma già alla prima gara ci sono delle complicazioni a causa di Ámbar, che nonostante il loro avvicinamento alla fine della prima stagione, cerca in tutti i modi di mettere nei guai Luna. Alla villa Benson, nel frattempo, trova il ciondolo del sole che aveva ricevuto in regalo Amanda, scoprendo che si incastra perfettamente con quello della luna che lei possiede già, da quel momento prova ad approfondire la situazione cercando di capire cosa vogliono farle vedere i suoi sogni che le mostrano un flash del suo passato collegati al ciondolo, e probabilmente anche ai suoi genitori biologici. Alla fine della seconda stagione scopre la verità sulla sua identità e si ricongiunge con suo nonno, commosso per aver finalmente ritrovato la sua nipotina perduta. Nella terza stagione inizia ad adattarsi alla sua nuova vita da persona benestante anche se non è così facile, specialmente a causa di Ámbar che cerca in tutti i modi di sabotarla essendo gelosa e invidiosa. Inizialmente pensa di provare dei sentimenti per Simón, ma capisce di sbagliarsi quando quest’ultimo le rivela di provare dei sentimenti per Ámbar. Luna allora cerca di riavvicinarsi a Matteo, ma i due litigano perché vede una foto di Matteo dove bacia Emilia decidendo così di non avere più nulla a che fare con lui. Quando però scopre la verità rimangono amici perché pensa che tra loro non può funzionare. Nel frattempo arriva un ragazzo di nome Michel che verrà a stare da Luna innamorandosi di quest'ultima ma non ricambiato perché prova ancora qualcosa per Matteo. I due poi si rimettono insieme e riescono ad avere il loro lieto fine, diventando poi amica di Ámbar decidendo di condividere con lei i suoi averi.
- Matteo Balsano (stagioni 1-3), interpretato da Ruggero Pasquarelli, doppiato da Alex Polidori.[1]
Figlio di un diplomatico italiano, ha 18 anni. Matteo ha vissuto in molti paesi diversi, per cui è abituato a non affezionarsi troppo ai luoghi e alle persone. È molto popolare e sicuro di sé, ed è anche il più carino della scuola. È un pattinatore di grande talento, che ama mettere in mostra la sua abilità al Jam & Roller. Luna e Matteo si incontrano, anzi "si scontrano", la prima volta per caso a Cancún. All'inizio della stagione è fidanzato con Ámbar, ma poi si accorge di essere innamorato di Luna. Luna suscita l'interesse di Matteo perché, a differenza delle altre ragazze, non si lascia immediatamente conquistare dal suo fascino e dal suo carisma. Il migliore e unico amico di Matteo è Gastón. È infatti l'unico a conoscerlo veramente e i suoi consigli gli permettono di prendere sempre la decisione migliore. È per molto tempo in competizione con Simón per l'interesse di Luna. Partecipa con Ámbar alle gare organizzate dal Jam & Roller, ma alla gara finale partecipa con Luna e, alla fine dell'esibizione, la bacia davanti agli occhi di tutto il pubblico e di Ámbar, ma appena Luna gli chiede spiegazioni lui dice semplicemente che il bacio faceva parte della coreografia. All'inizio della seconda parte della stagione, si rimette con Ámbar cercando di dimenticare Luna, ma appena la ragazza se ne accorge lo lascia dicendogli che non è più lo stesso. Solamente alla fine della stagione Matteo si dichiara a Luna e prima di partire con il padre la bacia. Dopo le vacanze Matteo rientra al Blake, ma non sembra lo stesso: è distante da tutti e sembra essere triste per qualcosa. Lascia Luna dicendo che tra loro non c'è più nulla, anche se in realtà la ama tantissimo. A causa di suo padre è costretto ad allontanarsi da lei e da tutto quello che la riguarda, anche il pattinaggio al Roller. Nonostante le insistenze di Luna per capire veramente il motivo della sua decisione, Matteo continua a nascondere i suoi veri sentimenti. Nel frattempo, così come Ramiro, si unisce ad un gruppo di pattinatori freestyle chiamato gli Adrenaline, nonostante all'inizio non voglia farne parte, essendo a conoscenza della disapprovazione del padre, per poi entrarci e provarci con Fernanda un membro degli Adrenaline tentando di dimenticare Luna. Però poi capisce che ha sempre amato Luna e le dedica una canzone, dicendo che il suo più grande sogno è quello di stare con lei. I due si rimettono insieme, iniziando poi a incidere il suo primo disco in competizione con Simòn, non riuscendoci e accusa Luna di non averlo mai sostenuto, per poi lasciarsi poiché quest'ultima capisce che tra loro non può esserci niente. Dalla terza stagione Matteo tenta di riconquistare Luna essendo pentito delle cose che ha fatto in passato, entrando anche nella roller band, incontrando poi Emilia che inizia a provarci con lui, baciandolo ma lui le dice di aver sempre amato Luna e che la amerà per sempre. Poi andò a cantare con Luna la sua nuova canzone, baciandosi ma lei appena vede la foto di lui ed Emilia che si baciano, quest'ultimo tentò di spiegarle che non era così ma lei non gli crede. Però poi riuscì ad avere il video e andò da Luna per spiegargli tutto avendo però un incidente, venendo ricoverato in ospedale. Quando venne dimesso, Luna scopre la verità ma poi i due decidono di rimanere amici. Con l'arrivo di Michel, Matteo diventa sempre più geloso, quando poi vede Michel e Luna baciarsi, pensa che lei ami Michel e decide di lasciarla perdere. I due poi si rimettono insieme capendo di amarsi e si promettono di non lasciarsi più.
- Ámbar Smith (stagioni 1-3), interpretata da Valentina Zenere, doppiata da Lucrezia Marricchi.[1]
Ha 18 anni, abita sin da bambina a Villa Benson con quella che pensava essere la sua madrina Sharon. All'inizio della serie è una ragazza popolare, sicura di sé, ambiziosa, ha ottimi voti a scuola ed è talentuosa nel pattinaggio, tant'è vero che viene soprannominata "Regina della pista". Alla moda e affascinante, Ámbar è molto bella e lo sa, vuole sempre avere tutto sotto controllo e non mostra mai a nessuno i suoi momenti di debolezza. Ci viene presentata come una ragazza vincente e forte ma scopre essere debole e piena di insicurezze a causa dell'affetto che le è sempre mancato e cerca di colmare il suo vuoto interiore con la popolarità e il successo, le importa essere notata dato che nessuno l'ha mai apprezzata. L'arrivo di Luna nella sua vita, stravolge tutto, Ámbar diventa invidiosa della ragazza, essendo lei talentuosa quanto lei e amata da tutti per la sua positività e bontà; Ámbar giura a sé stessa che farà di tutto per oscurare Luna e distruggerla, non permette a nessuno di portarle via tutto quello che aveva e ciò rende Ámbar una ragazza piena di inferiorità e paura. In camera sua ha uno specchio e ogni sera si confida col suo riflesso cercando di incoraggiarsi a lottare e architetta i suoi piani contro Luna. Inizialmente era fidanzata con Matteo ma solo perché erano entrambi bravi a pattinare, dopo essersi lasciata con lui nella prima stagione, Ámbar successivamente nella seconda stagione si innamora di Simón a cui si avvicina per cercare di rovinare la vita di Luna. Inizialmente con solo l'intento di usarlo, Ámbar trova nel ragazzo la prima persona che le dimostri affetto e sincerità e per la prima volta in vita sua comincia a nutrire un sincero sentimento da lui ricambiato. Ma le sue bugie rovinano tutto e la ragazza, sola e rassegnata decide di allearsi con Emilia, una pattinatrice intenta a distruggere Luna e il Roller. Nella terza stagione subisce un notevole cambiamento diventando ancora più cattiva e determinata a distruggere Luna e il roller e si unisce ai Red Sharks ma pian piano capisce i suoi grossi sbagli, soprattutto grazie a Simón che nonostante le continue cattiverie della ragazza non riesce a smettere di essere innamorato di lei, e fa di tutto per farle capire cosa si sta perdendo. Ámbar così si pente delle sue azioni e chiede scusa a Luna per come l'ha sempre trattata diventandone amica. Dopo una breve relazione con Benicio (da lei instaurata soprattutto per far ingelosire Simón) Ámbar riesce finalmente a fidanzarsi con l'unico ragazzo di cui si sia mai innamorata, ovvero Simón.
- Simón Álvarez (stagioni 1-3), interpretato da Michael Ronda, doppiato da Andrea Di Maggio.[1]
Simón è un ragazzo messicano gentile, allegro ed estremamente romantico grande amico di Luna fin da quando erano bambini (non si sa quanti anni abbia ma si fa intendere che sia un po' più grande degli altri personaggi avendo già finito la scuola). Gli piace pattinare, ma la sua vera passione è la musica: è un musicista di grande talento e compone brani originali con la sua chitarra, sempre dedicati a Luna. È segretamente innamorato di Luna ma tutti i suoi sogni vengono infranti quando la ragazza conosce Matteo, di cui si innamora. Partecipa insieme a Luna alla gara indetta dal Jam & Roller ma nella gara finale è in ritardo, e quindi Luna pattina con Matteo, arriva giusto in tempo per vedere i due che si baciano. Per un breve periodo si mette insieme a Daniela una sua vecchia amica con cui era già stato fidanzato precedentemente, in quel periodo Luna si dimostra gelosa della sua relazione con la ragazza che nel frattempo prova in tutti i modi di allontanarla dal suo migliore amico. Dopo aver capito veramente chi è, Simón rompe con Daniela riportando le sue attenzioni su Luna, dopo poco tempo infatti si dichiara alla sua amica e la bacia. Stanno insieme però solo per poco poiché il ragazzo capisce grazie ad Ámbar che Luna è innamorata di Matteo e la lascia pur provando forti sentimenti per lei. Dopo la loro rottura pattina sempre con Ámbar. Alla fine della stagione riesce sia a pattinare per la gara intercontinentale sia a suonare allo show di Santi Owen con la Roller Band formata (oltre a lui) da Nico e Pedro. Nella seconda stagione Simón e la Roller Band hanno fatto molto successo tanto che Santi Owen diventa il loro produttore. Al Jam & Roller tutto è proiettato su di loro, infatti Vidia un social per grandi successi musicali compra il locale installando delle webcam sia al Roller sia nell'attico dove vivono i tre ragazzi venendo ripresi in ogni momento della loro giornata (anche di notte). Simón sembra essersi dimenticato di Luna mantenendo comunque una forte amicizia, e aiutandola in tutte le sue difficoltà. Nelle prime puntate si capisce che a causa del successo e di Vidia è molto impegnato con il gruppo tanto da non poter partecipare alla gara del Roller che Luna sta organizzando lasciandola sempre con meno pattinatori, Santi Owen infatti volendo il massimo gli proibisce di pattinare sostenendo che deve concentrarsi solamente sulla musica così come Pedro e Nico. Nella seconda stagione si avvicina molto ad Ámbar senza sapere che lei lo stia solo usando o almeno inizialmente. Simón infatti fa breccia nel cuore della ragazza essendo la prima persona che le dimostri affetto incondizionato. Anche lui comincia a provare forti sentimenti nei suoi confronti arrivando anche a cantare con lei in una sfida indetta da Vidia tra lui e Matteo e qualche episodio dopo anche a baciarla. Tutto cambia quando il ragazzo scopre che è stata lei ad incendiare la pista e stanco delle sue bugie si allontana da lei non riuscendo a credere che non l'abbia fatto apposta. Nella terza stagione il ragazzo rimane scioccato dal cambiamento in peggio di Ámbar, ma, come emerge da una conversazione con la sua migliore amica Luna, nonostante tutto il ragazzo è innamorato di Ámbar. Per tutta la stagione fra i due si instaura un rapporto di amore e odio poiché anche se si trovano spesso l'uno contro l'altro, entrambi si amano moltissimo. In questa stagione Simón diventa inoltre anche molto geloso di Benicio, con cui Ámbar per un periodo si fidanza. Il ragazzo col tempo riesce a farle capire tutti i suoi errori e Ámbar finalmente si pente di tutto chiedendo scusa a Luna e diventandone amica. I due poi riescono a chiarire e si mettono insieme.
- Nina Simonetti (stagioni 1-3), interpretata da Carolina Kopelioff, doppiata da Sara Labidi.[1]
Nina, sedicenne, è una ragazza timida e introversa, che a volte manca di fiducia in se stessa, anche se è molto intelligente e con conoscenze di gran lunga superiori a quelle dei suoi coetanei. Ama studiare e dimostra un vivo interesse per tutto ciò che la circonda. Dopo essersi incontrate al Jam & Roller, Nina e Luna non ci mettono molto a diventare grandi amiche. Nina aiuta Luna a integrarsi nel nuovo ambiente di Buenos Aires, mentre Luna aiuta Nina a vincere la sua timidezza. Nel corso della serie, Nina si rivela innamorata di Gastón, il migliore amico di Matteo. Commenta sul suo blog con il nome "Felicity For Now" frasi molto poetiche su quello che capita a lei e ai suoi amici, molto spesso anche sulla fiducia in sé stessi, cose che, a suo avviso, non potrebbe scrivere con il suo nome ma solo con un nickname. Comincia a scrivere ad un certo "Roller Track" che si capisce poi essere Gastón. Appena lo scopre Nina ha paura che rivelandosi a Gastón possa rimanere deluso dalla persona che si nasconde dietro Felicity, ma alla fine della prima stagione canta all'ultimo Open Music travestita da Felicity e rivela a tutti quanti chi è. Nella penultima puntata della prima stagione, lei e Gastón si mettono insieme. Luna riesce a farla pattinare per un poco, ma Ámbar la fa cadere e Nina rinuncia. Nella seconda stagione si vede una Nina più serena e meno timida, e forse grazie alla sua relazione con Gastón che sta procedendo molto bene. Riesce a combattere le sue paure cantando con il ragazzo al primo Open Music ottenendo grande successo sia dai suoi amici sia da Vidia che ovviamente riprende tutto. Convinta da Luna comincia ad allenarsi a pattinare con lei, senza dirlo a nessuno, per la "Roller Jam" una festa sui pattini. Aiuta Luna a scoprire cosa si nasconde dietro i suoi sogni e il ciondolo del sole e della luna per capire il suo passato. Nella terza stagione dopo la rottura con Gastón, Nina si fidanza con Eric.
- Gastón Perida (stagioni 1-2, guest 3), interpretato da Agustín Bernasconi, doppiato da Mirko Cannella.[1]
Gastón ha diciassette anni ed è un ragazzo attraente e piuttosto popolare i cui principali interessi nella vita sono le ragazze, il pattinaggio e la musica. È il miglior amico di Matteo. All'inizio della prima stagione pare attratto da Delfi ma durante la seconda parte della stagione si innamora di Felicity e cerca in tutti i modi di incontrarla. Inizialmente appare un ragazzo vanitoso ma nel corso della serie si rivela amante della letteratura. Comunica con Felicity attraverso il nickname di "Roller Track". Verso la fine della stagione inizia a provare dei sentimenti anche per Nina e quando scopre che lei e Felicity sono la stessa persona si mettono insieme. Dalla terza stagione però i due si lasciano perché avere una relazione a distanza per loro è molto difficile.
- Delfina "Delfi" Alzamendi (stagioni 1-3), interpretata da Malena Ratner, doppiata da Giulia Franceschetti.[1]
Delfina ha diciassette anni, proviene da una famiglia molto ricca. Le piace sentirsi ammirata ed essere una delle ragazze più popolari della scuola è molto importante per lei e, per questo, fa parte del gruppo di Ámbar. È l'amministratrice del Fab & Chic insieme a Jazmín. Partecipa alla gara di pattinaggio insieme a Gastón, ragazzo di cui è innamorata ma che non ricambia i suoi stessi sentimenti, successivamente si innamora di Pedro, grazie al quale si rivela una ragazza buona e sensibile, ma viene ostacolata da Ámbar. Quando lo scopre, lascia il gruppo di Ámbar e Jazmín per mettersi con lui. Alla fine della stagione fa pace con Ámbar che sembra essere diventata più buona. All'inizio della seconda lascia Pedro per un ragazzo conosciuto in vacanza per poi rimettersi con lui nell'episodio 66 della seconda stagione e non lo lascia più nonostante qualche piccolo momento di sfiducia specialmente nella terza stagione. Quando si rende conto che Ámbar ha superato ogni limite la lascia e insieme a Jazmín non la temono più. nell'ultimo episodio della seconda stagione diventa l'unica amministratrice del Fab & Chic, pattinando poi con la squadra del Jam & Roller.
- Jazmín Carbajal (stagioni 1-3), interpretata da Katja Martinez, doppiata da Veronica Puccio.[1]
Jazmín ha diciassette anni ed è una ragazza ricca e snob, migliore amica sia di Delfina sia di Ámbar. Si esprime senza filtri e dice sempre tutto ciò che le passa per la testa, per questo spesso finisce per peggiorare le cose. È pettegola, un po' ingenua e svampita e per questo motivo può capitare che si lasci facilmente manipolare da chi la circonda, soprattutto dalla forte e popolare Ámbar. È l'amministratrice del Fab & Chic insieme a Delfina ed è letteralmente ossessionata dai social e dalla moda. Innamorata persa di Simón dalla prima volta che l'ha visto, riesce anche a farsi dare delle lezioni di canto da lui imparando così a cantare discretamente. Tuttavia il ragazzo, pur rendendosi conto dei sentimenti di Jazmín nei suoi confronti, non è minimamente attratto da lei. Jazmín è quindi molto gelosa prima di Luna e poi di Ámbar con cui tronca il rapporto di amicizia. È innamorata di Simón lungo la prima e la seconda stagione. Nell'ultimo episodio della seconda stagione lascia il Fab & Chic e apre il Ja Jazmín. Nella terza pattina con la squadra del Jam & Roller. A volte gli altri ragazzi vogliono distruggere il suo tablet.
- Ramiro Ponce (stagioni 1-3), interpretato da Jorge López, doppiato da Jacopo Castagna.[1]
Ramiro sogna di diventare una star. Sa pattinare, cantare e ballare e prepara le sue esibizioni al Jam & Roller con impegno ed attenzione, sperando che un giorno qualcuno scopra il suo talento. Estremamente esigente con sé stesso, non accetta di non riuscire a ottenere gli obiettivi che si prefigge. Come Jim e Yam, ama esibirsi all'Open, ma lui si vede perfetto nel ruolo del protagonista. Gli piace Yam (che all'inizio lo allontana per non ferire Jim) e verso la fine non si capisce se stanno insieme o no. Lungo la seconda stagione si unisce agli Adrenaline portando con sé anche Matteo, ma quando questi partono li lascia e torna al Jam & Roller. Si prende una cotta per Fernanda che fa parte degli Adrenaline che però non ricambia essendo innamorata di Matteo. Dopo la loro partenza si rende conto di essere ancora innamorato di Yam e si mettono insieme. Nella terza stagione, dopo che la squadra del Roller viene privata da tutto da Gary, decide di unirsi ai Red Sharks. Per lui è un impegno lavorativo, ma Yam lo lascia immediatamente e anche gli altri ragazzi, chi più chi meno, si allontanano da lui. Ramiro si ritrova nei piani di Ámbar, Emilia e Benicio per distruggere i Roller. Seppur con riluttanza prende parte ad alcuni di questi piani, principalmente perché arrabbiato con quelli che considera i suoi ex amici. Però per lui la rivalità esiste solo in pista, tanto che spesso li aiuta e li copre (però viene scoperto). Dopo che Gary elimina la squadra dei Red Sharks si rende conto di quello che ha fatto e torna dai Roller che dopo un attimo di riluttanza soprattutto da parte di Yam lo riprendono nel gruppo. Lungo tutta la stagione quello che prova per Yam non muta e alla fine Yam lo mette in periodo di prova, nell'ultimo episodio se si fa attenzione si baciano mentre guardano i fuochi d'artificio possiamo dunque dire che si sono rimessi insieme.
- Jimena "Jim" Medina (stagioni 1-3), interpretata da Ana Jara Martínez, doppiata da Letizia Ciampa.[1]
Jim, sedicenne, è una ragazza con una grande passione per la musica. Ama scrivere canzoni e mettere in scena esibizioni di grande effetto all'Open, piene di brio e di colore. Jim e Yam sono amiche inseparabili. Un po' come lo Yin e lo Yang, sono due metà che si completano a vicenda. Ad unirle è anche la passione per le esibizioni all'Open. Quando lavorano insieme e uniscono le loro forze, i risultati sono straordinari. All'inizio è innamorata di Ramiro, ma nel corso della prima stagione inizia a provare qualcosa per Nico. Alla fine della prima stagione i due si mettono insieme, ma lungo la seconda si lasciano. Lungo la terza fa, insieme a Yam, le audizioni per una scuola di ballo e canto. È un'ottima pattinatrice.
- Yamila "Yam" Sánchez (stagioni 1-3), interpretata da Chiara Parravicini, doppiata da Virginia Brunetti.[1]
Yam, sedicenne, è una ragazza impulsiva, razionale e leale, che dice quello che pensa e non si lascia influenzare dalle opinioni degli altri. Ha una fertile immaginazione e si entusiasma all'idea di ideare i costumi per le performance musicali all'Open. La sua migliore amica è Jim. Ramiro è innamorato di lei, successivamente, dopo mille peripezie (vedi paragrafo su Ramiro) i due si fidanzano. Lungo la terza fa insieme a Jim le audizioni per una scuola di ballo e canto. È un'ottima pattinatrice.
- Nicolás "Nico" Navarro (stagioni 1-3), interpretato da Lionel Ferro, doppiato da Daniele Giuliani.[1]
Nico è il tipico ragazzo carino e simpatico che piace a tutti. È responsabile dei pattini al Jam & Roller e anche ex campione di pattinaggio. Il suo migliore amico è Pedro. Insieme sognano di formare una band e dopo tanti sforzi ci riescono, insieme a Simón formando la Roller Band dove lui suona il basso. È molto più responsabile e riflessivo degli altri due membri della band. È innamorato di Jim con la quale si fidanza alla fine della prima stagione. I due si lasciano poi nella seconda stagione poiché troppo diversi ma rimangono comunque amici. Si innamora poi di Ada che lo ricambia ma poi la ragazza parte e i due non si mettono insieme. Si rincontrano poi nella terza stagione dove si mettono insieme e a metà della stagione partono insieme per New York.
- Pedro Arias (stagioni 1-3), interpretato da Gastón Vietto, doppiato da Emanuele Ruzza.[1]
Pedro è un ragazzo trasparente e onesto, sempre disposto a tutto per i suoi amici, è spesso timido e insicuro con le ragazze. Lavora al bar del Jam & Roller. Pedro è musicista: ama suonare la batteria ed è felice quando prova con la sua band che ha formato dopo tanti sforzi con il suo migliore amico Nico e Simón. All'inizio della prima stagione è innamorato di Tamara, ma più in là inizia a provare qualcosa per Delfi e i due si mettono insieme, grazie alla passione per la cucina, infatti i due iniziano a provare simpatia cucinando insieme. Viene lasciato da lei al inizio della seconda stagione per un ragazzo conosciuto in vacanza e per un po' comincia a provare qualcosa per Ada/Eva e la seconda lo ricambia ma quando lei parte capisce di essere ancora innamorata di Delfi e dato il cambiamento della ragazza e il suo staccamento da Ámbar i due tornano insieme.
- Tamara Ríos (stagione 1, guest 2), interpretata da Luz Cipriota, doppiata da Alessia Amendola.[1]
Pattinatrice eccellente e direttrice del Jam & Roller. All'inizio della stagione sembra non badare molto alla situazione che lega tutti i protagonisti, ma, con il tempo, inizia a dare loro preziosi consigli. Nelle prime puntate è la cotta di Pedro e successivamente di Ricardo, il padre di Nina. All'inizio della seconda stagione comunica a tutti i ragazzi che lascia il Jam & Roller per seguire i suoi sogni e spostarsi in un altro paese affidando l'Open Music a Santi Owen e la pista a Luna ritenendola all'altezza del suo incarico, cosa che scatena la rabbia di Ámbar.
- Sharon Benson (stagioni 1-3), interpretata da Lucila Gandolfo, doppiata da Franca D'Amato.[1]
È la zia biologica di Luna e la madrina di Ámbar, di cui si scopre essere la madre adottiva, poiché la madre era troppo giovane per crescerla. Sharon disse a tutti che Ámbar era semplicemente la sua figlioccia. Dopo l'incendio, Sharon cambia il suo cognome in Benson per onorare la memoria di Lili e Bernie. Eredita la fortuna dei Benson e tutto ciò che Bernie possedeva. È una donna intelligente, furba e fredda. È molto ricca e abita in una villa a Buenos Aires. Tiene molto al suo denaro dato che nella vita non le rimane altro a parte la sua fortuna, di cui si è ingiustamente appropriata. Ha un carattere ambizioso e per proteggere Ámbar o ciò che le interessa, non si fa alcuno scrupolo e può essere molto perfida ed egoista. Dietro questo aspetto austero si cela un passato tormentato e pieno di risentimento che logora Sharon ogni giorno della sua vita: Sharon, infatti, aveva una sorella di nome Lili che era la "principessa" della famiglia. Sharon si è sempre sentita messa in ombra dalla sorella e per questo l'ha costantemente detestata e invidiata. Quando Lili sposò Bernie, l'uomo che amava, Sharon si innamorò a sua volta di Bernie, e quando Lili venne a saperlo tramite una lettera d'amore, scoppiò un litigio tra le due che si concluse con la morte di Lili, caduta vicino alle fiamme del camino da dove poi è nato l'incendio. Sharon è stata condannata a portare la morte della sua famiglia sulla coscienza e ora fa di tutto per impedire a Luna (Sol, legittima erede) di portarle via tutto.
- Reinaldo "Rey" Gutiérrez, (stagioni 1-3), interpretato da Rodrigo Pedreira, doppiato da Alessandro Budroni.[1]
È il segretario personale della signora Sharon ed è molto leale nei suoi confronti. Nella seconda stagione, però, non sentendosi rispettato da Sharon per il suo lavoro, attua la sua vendetta ricattandola sulla faccenda di Luna/Sol Benson. Quando viene scoperto viene licenziato. In seguito si pente e aiuta Alfredo a fuggire dal manicomio. Si innamora di Maggie.
- Miguel Valente, (stagioni 1-3), interpretato da David Muri, doppiato da Massimiliano Manfredi.[1]
È il padre di Luna e marito di Mónica. Lavora come capo del personale a villa Benson. Miguel era un ragazzo molto timido, ma dopo l'incontro con Mónica è cambiato. È geloso della figlia. In futuro diventa proprietario della villa Benson.
- Mónica Valente (stagioni 1-3), interpretata da Ana Carolina Valsagna e doppiata in italiano da Ilaria Stagni.[1]
È la madre adottiva di Luna e moglie di Miguel. È una cuoca bravissima che lavora in una villa a Cancún, in Messico. Quando i Benson arrivano a Cancún, Mónica viene assunta per cucinare per la signora Benson durante il loro soggiorno a Cancún. Più tardi, a Mónica viene offerto un lavoro come cuoca a tempo pieno nella villa della signora Sharon a Buenos Aires, il che significa che lei e la sua famiglia devono trasferirsi lì. In futuro diventa proprietaria della villa Benson.
- Amanda (stagioni 1-2), interpretata da Antonella Querzoli e doppiata in italiano da Micaela Incitti.
È una domestica impicciona che lavora nella villa della signora Sharon. Anche se a volte si comporta in modo freddo, in realtà è una persona molto premurosa. Lei è gentile con Luna e la sua famiglia, e cerca sempre di aiutarli. Ha avuto una relazione con Cato. Nella seconda stagione si tinge i capelli di biondo e si fidanza con un uomo di nome Jorge Luis, conosciuto durante le vacanze. Si scopre, però, che il suo presunto fidanzato in realtà è solo frutto della sua immaginazione. Scopre, inoltre, che Ámbar non è Sol Benson.
- Tino e Cato (stagioni 1-2), interpretati rispettivamente da Diego Alcalá e Germán Tripel e doppiati rispettivamente da Nanni Baldini e Paolo Vivio.
Sono i maldestri ma gentili addetti alla manutenzione di Villa Benson. Nella seconda stagione si innamorano entrambi di Amanda senza essere ricambiati. Sono stati infermieri nella clinica in cui era ricoverato il signor Roberto, prima di venire alla villa.
- Ana Valparaíso (stagioni 1-3), interpretata da Caro Ibarra.
È la madre di Nina. Fa l’avvocato.
- Ricardo Simonetti (stagioni 1-2, guest 3), interpretato da Ezequiel Rodríguez.
È il papà di Nina.
- Mora Barza (stagioni 1-2, guest 3), interpretata da Paula Kohan.
È la migliore amica di Ana e la aiuta in diverse occasioni. È molto esuberante e particolare. Ha un negozio di vestiti.
- Juliana/Marissa Mint (stagioni 2-3), interpretata da Estela Ribeiro.
È la nuova allenatrice della squadra del Jam & Roller che sostituisce Tamara.
- Alfredo Bilder (stagioni 2-3), interpretato da Roberto Carnaghi.
È il padre di Sharon e Lili, nonno biologico di Luna.
- Emilia (stagione 3, guest 2)  interpretata da Giovanna Reynaud, doppiata da Benedetta Ponticelli.
Pattinatrice del gruppo degli Sliders, che gareggia durante la seconda stagione contro il Jam & Roller. Torna nella terza stagione dove forma i Red Sharks con Ámbar e Benicio per distruggere il roller. È una ragazza perfida ed egoista che pensa solo a sé stessa e non sa cosa sia l'amicizia, veste sempre di nero e si diverte a far cadere i ragazzi ai suoi piedi, bacia Matteo ma è solo per una scommessa con Ámbar e lo lascia presto perdere.
- Benicio (stagione 3, guest 2), interpretato da Pasquale Di Nuzzo, doppiato da Stefano Broccoletti.
Vecchia conoscenza di Simón, viene dal Messico. È cattivo e si schiera dalla parte di Ámbar ed Emilia con cui forma i Red Sharks, con la quale decide di sabotare Juliana, rompendole il pattino di cristallo. È innamorato di Ámbar con cui si fidanza per un periodo nella terza stagione ma viene lasciato da lei dopo essersi pentita delle sue azioni. Litiga spesso con Simón soprattutto per via di Ámbar.
- Gary López (stagione 3, guest 2), interpretato da Joaquín Berthold.
È lo zio di Nico e nuovo proprietario del Jam & Roller.
- Eric (stagione 3), interpretato da Jandino.
È un nuovo assistente di pista e talentuoso cantante che però ha paura del palcoscenico. Si innamora di Nina.
- Maggie (stagione 3), interpretata da Vicky Suárez.
Nuova domestica dei Valente, in realtà è complice di Sharon. Si innamora di Rey.

### Guest star
- Sofia Carson (stagioni 1-3)
- Dani Martins (stagione 1)
- Mirta Wons/Olga (stagione 1)
- Martina Stoessel (stagione 2)[2]
- Candelaria Molfese (stagioni 2-3)
- Camila Fernández (stagione 2)
- Sabrina Carpenter (stagione 2)
- Dove Cameron (stagione 3)